# Plevna (Montana)
Plevna – miasto w Stanach Zjednoczonych, w stanie Montana, w hrabstwie Fallon.